# Microchaetus microchaetus
Microchaetus microchaetus är en ringmaskart som först beskrevs av Rapp.  Microchaetus microchaetus ingår i släktet Microchaetus och familjen Glossoscolecidae. Inga underarter finns listade i Catalogue of Life.